# Értelmező (nyelvészet)
A grammatikában az értelmező fogalmáról nem egységesek a nézetek. Többféle olyan mondattani szerkezet van, amelyeket különböző nyelvészek értelmezőnek tekintenek, és egyik meghatározás sem fedi a fogalmat mindegyik szerkezet esetében, mivel ezekben különféle szemantikai és mondattani tényezők nyilvánulnak meg.

## Nézetek az értelmezőről

### Az értelmező mint alárendelt mondatrész

#### Az értelmező mint jelző
A magyar nyelv grammatikáiban hagyományos nézet az, hogy az értelmező egyfajta jelző, például Balogh D. et al. 1971 szerint. Abban különbözik a tulajdonképpeni jelzőtől, hogy követi a jelzett szót, felveszi annak toldalékát (esetleg névutóját), és külön hangsúlya van, így a beszédben szünet van közte és a jelzett szó között, írásban pedig vessző. Az értelmező szerkezet mondattá alakítható, mivel a tagjai alany–állítmányi viszonyba állíthatók. Ez a grammatika az értelmezőnek két típusát állapítja meg. Az egyik az ún. hátravetett jelző, amely kiemeli a jelzett fogalomnak valamelyik jegyét, és a minősítő, a kijelölő, illetőleg a birtokos jelzőnek felel meg: Vettem csizmát, pirosat, A szerelmemet, az elsőt nem felejtem el, Elkértem a könyvet, Jóskáét. Az értelmező másik típusa azonosítási viszonyban van a jelzett szóval, és ennek helyébe léphet. Ezt Balogh D. et al. 1971 tulajdonképpeni értelmezőnek vagy appozíciónak nevezi: Pistát, a fiamat ellenfélnek tekintették.
Újabb magyar grammatikákban csak az értelmező fenti első típusát tekintik jelzőnek.
A francia nyelv grammatikái között vannak olyanok, amelyek szerint az elszigetelt nem főnevesített melléknévi jelző értelmező (apposition). A jelzett szó előtt vagy után helyezkedhet el, az utóbbi esetben úgy is, hogy egy vagy több mondatrész is lehet közöttük, pl. Ravi, l’enfant mangeait sa pomme dans la cour / L’enfant, ravi, mangeait sa pomme dans la cour / L’enfant mangeait sa pomme dans la cour, ravi ’A gyerek boldogan ette az almát az udvaron’ (szó szerint ’Boldog, a gyerek…’ / A gyerek, boldog,… / A gyerek …, boldog’). Magyar grammatikákban ez állapothatározónak felel meg. Más francia grammatikák szerint ez nem értelmező, hanem egyszerűen jelző, csak elszigetelt.
Ugyancsak jelzőnek tekintik az értelmezőt egyéb nyelvek hagyományos grammatikáiban is, például a románéban. Ezekben, mint az előbb említett francia grammatikákban, az állapothatározónak megfelelő funkciójú melléknevet egyszerűen elszigetelt melléknévi jelzőnek tekintik. Ez követheti vagy megelőzheti a jelzett szót, pl. Rusanda, îmbujorată, stătea la fereastră ’A kipirult Rusanda az ablaknál állt’ vagy ’Rusanda kipirultan állt az ablaknál’, Fericit, el locuiește un măreț palat de vară (Vasile Alecsandri) ’Ő boldogan él egy fenséges nyári palotában’ (szó szerint, ’Boldog, ő él…’). Azonban értelmezőként veszik számba a melléknevet, ha főnevesített, elszigetelt, és az értelmezett szó után áll, pl. Pajul Cupidon, vicleanul, mult e rău și alintat ’Cupido apród, a ravasz, igen rossz és elkényeztetett’ (Mihai Eminescu).
Az értelmező egyik meghatározása megegyezik a fentebbi ún. tulajdonképpeni értelmezőével, azaz csak főnévvel, névmással vagy számnévvel kifejezett; funkciója magyarázatot fűzni a értelmezett szóhoz; egyenlőségi viszonyban áll vele; helyet cserélhet vele vagy helyettesítheti; alakilag az értelmezett szóval mellérendelő viszonyban álló tagra hasonlít, mivel sokszor ugyanolyan szófajú, mint az értelmezett szó; mindig a értelmezett szó után helyezkedik el, rendszerint tőle elszigetelten, pl. Și noi, copiii, avem obligația de a asculta de părinți ’Nekünk is, gyerekeknek, kötelességünk a szüleinkre hallgatni’.
Egy másik román grammatikában található nézet szerint az értelmező egyfajta főnévi jelző, és a fentieken kívül egyéb szerkesztési vonásai is lehetnek:
- Elszigetelten a jelzett szó előtt is állhat: Om prudent, Busuioc trăgea cu coada ochiului într-acolo ’Óvatos ember lévén, Busuioc a szeme sarkából sandított oda’ (szó szerint ’Óvatos ember, Busuioc…’ (Liviu Rebreanu).[9]
- Nem elszigetelt, az értelmezett szót követő főnévi értelmező is van: Fluviul Dunărea este cel mai mare din Europa ’A Duna folyam a legnagyobb Európában’.[9] Ez egyszerűen jelzőnek felel meg a magyar grammatikákban.
- Értelmezhet mondatot is: Lucrează încet, fapt care nu-mi convine ’Lassan dolgozik, ami nekem nem felel meg’ (szó szerint ’Lassan dolgozik, tény amely nekem nem felel meg’).[11]

#### Az értelmező mint különálló alárendelt mondatrész
Grevisse – Goosse 2007 francia grammatika szerint az értelmező olyan főnév vagy névmás amely egy másik ilyen elemtől függ, és olyan viszonyban áll vele, mint a névszói állítmány névszói része az alannyal, csak kopula nélkül. Az alábbi tulajdonságai lehetnek:
- Rendszerint az értelmező elszigetelt az értelmezett szótól és követi azt: Paris, la capitale de la France, est divisé en vingt arrondissement ’Párizs, Franciaország fővárosa húsz kerületre van felosztva’, Je l’ai conduite dans le petit salon jaune, celui qu’elle aimait ’A kicsi sárga szalonba vezettem, abba, amelyiket szerette’.
- Elszigetelten az értelmező az értelmezett szó előtt is állhat: Simple comparse, Dupont ne fut pas inquiété par la police ’Mint egyszerű mellékalakot a rendőrség nem zaklatta Dupont-t’ (szó szerint ’Egyszerű mellékalak, Dupont nem lett zaklatva a rendőrség által’).

A francia grammatikákban is van szó nem elszigetelt értelmezőről, de nem egyeznek a vélemények abban, hogy ennek szerkezetében melyik tag az értelmező. Egyes grammatikák, mint Mauger 1971, mindig a másodikat tekintik annak, például a le roi René ’René király’ vagy a le mois de juin ’június hónap’ szószerkezetekben. Ez a nézet van meg a román grammatikákban is, pl. a moș Vasile ’Vasile bácsi’ szószerkezetben Vasile lenne az értelmező. Azonban Grevisse – Goosse 2007 szerint van olyan nem elszigetelt értelmezős szerkezet, amelyben a második tag az értelmező (pl. une girafe mâle ’hím zsiráf’), de olyan is, melyben az első tag az: pl. le mois a le mois de mai ’május hónap’ szószerkezetben, vagy le poète a J’ai rencontré le poète Hugo ’Hugo költővel találkoztam’ mondatban. E nézete az általa megadott meghatározáson alapszik. Úgy tekinti, hogy az értelmező olyan mondatból származik, amelyben a poète szó névszói állítmány névszói részének alapeleme, két olyan egymást követő mondat átalakítása nyomán, mint J’ai rencontré Hugo. Hugo est un poète ’Hugóval találkoztam. Hugo költő’.
Amint látható, a franciában van olyan eset is, amikor az értelmezett szót (Grevisse – Goosse 2007 nézetében) elöljárószóval használják, olykor kötelezően (le mois de mai ’május hónap’), máskor nem kötelezően, főleg pragmatikai okokból, például pejoratív megítélést kifejezendő: cette saleté de taxi ’ez a mocsok taxi’.
Grevisse – Goosse 2007 meghatározásához hasonló található a közép-délszláv diarendszer nyelveinek grammatikái között, például Barić 1997 horvát grammatikában. Eszerint az értelmező az a mondatrész, amely egy mondat főnévvel kifejezett névszói állítmányából jön létre úgy, hogy kiemelik a mondatából és egy másik mondatban lévő főnév vagy névmás mellé illesztik. Példa ilyen folyamatra:
Két kiinduló egyszerű mondatból, pl. Nedaleko od kuće primijetili su psa. Pas je skitnica ’Nem messze a háztól kutyát vettek észre. A kutya kóbor’, előbb egy jelzői mellékmondatos összetett mondat szerkeszthető (Nedaleko od kuće primijetili su psa koji je skitnica ’Nem messze a háztól olyan kutyát vettek észre, amelyik kóbor’), majd a jelzői mellékmondatból ki lehet emelni a névszói állítmányt, és a mellékmondat alaptagja mellé lehet adni, amiből a Nedaleko od kuće primijetili su psa skitnicu ’Nem messze a háztól kóborkutyát vettek észre’ (szó szerint ’… vettek észre kutyát kóbort’).
Klajn 2005 szerb grammatika az ilyen típusú, nem elszigetelt és az értelmezett szót követő értelmezőt „jelzői értelmezőnek” nevezi, pl. kamen temeljac ’alapkő’ (szó szerint ’kő alap’).
Az itt említett közép-délszláv diarendszer grammatikáiban is megvan az a nézet, hogy az olyan szerkezetekben, amelyekben elszigetelés nélkül egy tulajdonnévről kifejezik, hogy mi vagy ki, az első tag az értelmező: gospodin Galović ’Galović úr’, Komšija ima kuću u gradu Zagrebu ’A szomszédnak van háza Zágráb városában’ (szó szerint ’városban Zágrábban’), restoran „Proleće“ ’Tavasz étterem’ Ugyanezzel a funkcióval hátravetett és elszigetelt értelmező is van: Stojan Matić, novinar ’Stojan Matić, (az/egy) újságíró’, Ovo je Petar, (naš) komšija ’Ez Petar, egy/a szomszéd(unk)’.
Újabb magyar grammatikákban nem jelzőnek tekintett az azonosító értelmező (Pistának, a barátomnak) és az ún. értelmező határozó, amely szerkezete nem alakítható át alany–állítmányi viszonyúvá: A levelet Bécsbe, a főpostára kéri.

### Az értelmező mint mondattani funkció nélküli entitás
Az értelmező, beleértve az értelmező jelzőt, nem szerepel a mondatrészek között például Nagy 1980-ban. Szerinte az értelmező a mondaton kívül áll, olyan kihagyásos szerkezet, amely megismételt állítás bővítményéből áll. Például egy olyan mondatból, mint Tél volt, kemény tél volt elmarad a megismételt rész, és megmarad a kemény melléknév értelmezőként: Tél volt, kemény.
Balogh J. 1999 szerint „az értelmező valójában pozíció, kifejtő, magyarázó, azonosító értelmű mondattag, s igazából nem is külön mondatrész, és nem jelző. A mondatnak bármelyik mondatrésze kerülhet értelmezői pozícióba az értelmezettjéhez való viszonyában. Példák:
- alany: Zsófi, (azaz/vagyis) a lányom hegedülni tanul;
- állítmány: Elképzeltük, (vagyis) felvázoltuk a jövőre vonatkozó terveket, Ez a fiú Károly, (azaz) a sógorom;
- tárgy: Már rég nem láttam Ádámot, (vagyis) az unokaöcsémet;
- határozó: Lillával, (vagyis) a húgom kislányával mentünk moziba, Az iskolában, (azaz) a tanáriban érdeklődtünk a tanévkezdésről, Lent, (azaz) a völgyben nagy köd van;
- jelző: A húst, (mégpedig) a fagyottat már este kivettük a hűtőből.”

Más nyelvek grammatikáiban is megvan ez az érvelés. Dubois 2002 szerint az értelmező nem mondattani funkció, hanem csak olyan szó vagy szócsoport, amely főnév mögé helyezve ugyanazt a valóságot fejezi ki, de más módon, azaz a két tag denotátuma azonos. Ennek bizonyítéka az, hogy akármelyik mondatrész mellé tehető. Példák:
- alany: M. Dupont, le professeur, a les cheveux frisés ’Dupont úrnak, a tanárnak göndör haja van’;
- névszói állítmány névszói része: Je le vois gentil, plein de prévenances ’Kedvesnek látom, nagyon figyelmesnek’;
- tárgy: J’aperçois la « ville », espèce de gros village aux rues tortueuses ’Megpillantom a „várost”, azt a nagy falufélét a kanyargó utcáival’;
- jelző: Je revois la coiffe de ma grand-mère, une vieille femme ridée ’Újra látom a nagyanyámnak, egy ráncos öregasszonynak a főkötőjét’;
- megszólítás: Vous, Duval, le génie de la classe, répondez ’Maga, Duval, az osztály lángesze, feleljen!’

Ugyanilyen nézetet említ meg Crystal 2008 is, mely szerint az értelmező szerkezet tagjai denotátumi identitást vagy hasonlóságot mutatnak, ugyanazon a grammatikai szinten vannak, ugyanaz a mondattani funkciójuk, amit az bizonyít, hogy a tagok egyikét el lehet hagyni anélkül, hogy sérülne a mondat elfogadhatósága. Például az angol John Smith, the butcher, came in ’John Smith, a mészáros, bejött’ mondatot a John Smith came in mondatra is, a The butcher came in mondatra is meg lehet változtatni.
A denotátumi identitást mint az értelmező szerkezet alapvető vonását Eastwood 1994 is állítja, beleértve a nem elszigetelt értelmező esetében. Példák:
- alany: Joseph Conrad, the famous English novelist, couldn't speak English until he was 47 ’Joseph Conrad, a híres angol regényíró nem tudott angolul 47 éves koráig’, The novelist Joseph Conrad couldn't speak English until he was 47 ’Joseph Conrad regényíró…’;
- tárgy: Everyone visits the White House, the home of the President ’Mindenki meglátogatja a Fehér Házat, az elnök rezidenciáját’;
- névszói állítmány névszói része:The man is a fool, a complete idiot ’Az az ember bolond, teljesen idióta’;
- határozó: The place is miles away, much too far to walk ’Az a hely mérföldekre van innen, túl messze a gyalogláshoz’.

Constantinescu-Dobridor 1998 is megállapítja, hogy a tág értelemben vett értelmező nemcsak jelzőnek felel meg, hanem egyéb mondatrészeknek is. Román példák:
- alany: Unul dintre colegi, Ovidiu, nu a răspuns la apel ’Az egyik kolléga, Ovidiu nem válaszolt a felhívásra’;
- névszói állítmány névszói része: El pare abătut, mai precis supărat ’Ő levertnek, pontosabban haragosnak tűnik’;
- tárgy: Îmi aleg unul, anume pe acesta ’Kiválasztok magamnak egyet, mégpedig ezt’;
- határozó: I-am trimis colegului, adică lui Nicu, toate cărțile ’Elküldtem a kollégámnak, azaz Nicunak az összes könyvet’, Mergem spre bulevard, mai exact acasă ’A körút felé megyünk, pontosabban haza’, Se prezintă joi, adică de azi în trei zile ’Csütörtökön jelentkezik, vagyis mától három napra’, Noi am venit toți, adică douăzeci și cinci ’Mi mind eljöttünk, azaz huszonöten’, Îi văd alergând, adică grăbindu-se ’Futni, azaz sietni látom őket’.

### Az értelmező mint átmeneti grammatikai státuszú entitás
Egyes nyelvészek az azonosító értelmezős szerkezetet a mellérendelő szerkezetek közé sorolják. Érvek erre a mellérendelő szerkezetekkel közös vonásai:
- A szerkezet tagjai felcserélhetők egymással.
- Akármelyik tag elhagyható.
- A szerkezet tagjai közé kitehetők a kifejtő magyarázó mellérendelés kötőszavai.
- A két tag azonos módon viszonyul mondattani szempontból az értelmezett alaptagjához, de a mondattani viszony eszközének esetleges egybeesése nem grammatikai egyeztetésből ered, ami bővítmény és alptagja között jellemző, hanem az azonos mondattani funkcióból. Ilyen egybeesés az esetbeli lehet, legalábbis egyes nyelvekben (lásd a következő szakaszt).

Ugyanakkor az értelmezős szerkezetnek a mellérendeléses szerkezet vonásaitól különböző vonásai is vannak:
- Az értelmezős szerkezet tagjait alany–allítmányi viszonyba lehet tenni (kivéve az értelmező határozós szerkezet tagjait), ami általában nem jellemző a mellérendeléses szerkezetre.
- Az értelmezős szerkezet tagjai nemcsak a denotátumukkal, hanem egymás között is közvetlen viszonyban állnak. Ezért például a számbeli azonosságuk a tagok közötti egyeztetésből ered.

Az értelmező szerkezet vonásait elemezve Balogh 1999 arra a következtetésre jut, hogy ez „sajátos átmeneti szerkezetként fogható fel az alárendelő és a mellérendelő szintagmák között”.

## Az értelmező alaktani és mondattani jellegzetességei néhány nyelvben
Egyes névszóragozásos nyelvekben a főnevekkel vagy főnévi értékű szófajokkal kifejezett értelmezős szerkezet tagjai ugyanabban az esetben és számban állnak. A nem grammatikai kategóriájával rendelkező nyelvekben lehetséges az egyezés ebben is.
Példák közép-délszláv nyelvekben:
(horvátul) Glavni grad Hrvata leži kao što je poznato na rijeci Savi ’A horvátok fővárosa, mint ismeretes, a Száva folyón fekszik’ (mindkét tag locativus esetben);
(montenegróiul) Javi se Petru, komšiji koji prodaje kuću ’Fordulj Petarhoz, ahhoz a szomszédhoz, aki eladja a házat’ (részes eset);
(szerbül) s doktorom Simićem ’Simić doktorral’ (eszközhatározói eset).
Néhány kivétel is van, amikor az értelmezett szó változatlan marad. Ilyenek a mássalhangzóra és a -ski-re végződő családnevek, ha az értelmező nőnemű: s doktorkom Simić ’Simić doktornővel’. Ugyancsak változatlanok azok az elnevezésként használt alkalmi tulajdonnevek, melyeket írásban idézőjelbe tesznek (iz hotela „Union“ ’az Union szállóból’ – birtokos esetű értelmező), valamint a viszonylag kevésbé ismert földrajzi nevek: na reci Orinoko ’az Orinoco folyón’ (szó szerint ’folyón Orinoco’ – locativus esetű értelmező), de na reci Dunavu (szó szerint ’folyón Dunán’ – mindkét tag locativus-ban).
A magyarban az értelmező jelző mindig ugyanabban az esetben áll, amelyben az értelmezett tag. Az azonosító értelmezőnek is ez a tulajdonsága egyes mondatrészek esetében (alany, tárgy, részeshatározó, eszközhatározó, társhatározó), de más esetű is lehet, ha olyan határozóról van szó, amely több esetraggal is kifejezhető, mint a helyhatározó. Példák:
A szerelmemet, az elsőt nem felejtem el (tárgyeset);
Pistának, a barátomnak (részes eset);
Lillával, a húgom kislányával mentünk moziba (eszközhatározói eset);
Az iskolában, (azaz) a tanáriban érdeklődtünk a tanévkezdésről (mindkét tag inessivus esetben);
egy másik helyen, a mellvéd árnyékában (az első tag superessivus-ban, a második inessivus-ban).
A magyarban, ha az értelmezett szó névutós, az értelmező is névutós, pl. Mária nélkül, a barátnőm nélkül nem megyek sehova.
A mai román nyelvben, amely névszóragozása viszonylag szegényes, az értelmező rendszerint alanyesetben áll, akkor is, ha a jelölt szó más esetű, pl. I-am scris Floricăi (részes eset), sora mea ’Írtam Floricának, a nővéremnek’.